# Solid (album)
Pour les articles homonymes, voir Solid.
Solid est un album du guitariste Grant Green sorti en 1979, quinze ans après son enregistrement en 1964.

## Description
Cet album est un des nombreux albums enregistrés par Grant Green pour Blue Note, faisant office de guitariste officieux du label pendant quelques années. Décrit comme un essentiel de la discographie de Green, l'album met en avant des compositions d'autre jazzmen contemporains. Le phrasé linéaire et mélodique du guitariste est particulièrement remarquable, propulsé par "2/3 de la section rythmique Coltranienne" soit McCoy Tyner et Elvin Jones,.

## Pistes
Les compositeurs sont notés entre parenthèses.
1. Minor League (Duke Pearson) (7:05)
2. Ezz-Thetic (George Russell) (10:41)
3. Grant's Tune (Peter Bernstein, Grant Green) (7:01)
4. Solid (Sonny Rollins) (7:23)
5. Kicker (Joe Henderson) (6:23)
6. Wives and Lovers (Burt Bacharach, Hal David) (9:00)*

Piste bonus présente sur certaines édition de l'album.*

## Musiciens
- Grant Green - Guitare
- Bob Cranshaw - Contrebasse
- Elvin Jones - Batterie
- McCoy Tyner - Piano
- James Spaulding - Saxophone Alto
- Joe Henderson - Saxophone Ténor